# Кочерга, Виктор Герасимович
Кочерга Виктор Герасимович (13 октября 1939, с. Осники - 29 декабря 2013) — украинский политик, член КПУ ; заместитель главы Центральной контрольной комиссии КПУ (с октября 1997 г.).

## Биография
Родился 13 октября 1939 года в селе Осники (Черняховский район, Житомирская область) в крестьянской семье; Украинец; жена — медсестра; имеет 2 дочерей.
В 1954—1958 гг. окончил Успенский ветзоотехникум, ветеринар. В 1961—1966 гг. окончил Харьковский юридический институт, юрист.

### Профессиональная деятельность
- 1958—1963 гг. — ветеринарный фельдшер, совхоз «Артемовский».
- 1963—1964 гг. — ветеринарный фельдшер, совхоз «Бахмутский» Артемовского района Донецкой области.
- 1964 г. — бригадир-животновод, совхоз «Нижнекрынский» Амвросиевского района Донецкой области.
- 1964—1969 гг. — юрисконсульт отдела материально-технического снабжения.
- 1969—1970 гг. — старший инженер по мобилизации внутренних ресурсов ЦЭММ треста «Добропольеуголь», Донецкая область.
- 1970—1976 гг — заведующий отделом Добропольского городского комитета КПУ.
- 1976—1985 гг. — инструктор, заместитель заведующего отделом Донецкого областного комитета КПУ.
- апрель 1985 — апрель 1987 гг. — советник ЦК КПСС при ЦК Народно-демократической партии Афганистана .
- 1987—1990 гг. — заместитель заведующего отделом контрольной комиссии Донецкого областного комитета КПУ.
- 1990 — август 1991 гг. — заместитель председателя контрольной комиссии Донецкого областного комитета КПУ.
- август 1991—1994 гг. — эксперт по правовым вопросам, заместитель коммерческого директора — начальник отдела Донецкого специализированного выставочного центра «Эксподонбасс» .

С июня 1993 г. — второй секретарь Донецкого областного комитета КПУ, заместитель председателя Центральной контрольной комиссии КПУ.
Народный депутат Украины 2-го созыва с апреля 1994 года (2-й тур) до апреля 1998 года, Добропольский избирательный округ № 122, Донецкая область, выдвинут КПУ. Председатель подкомитета по работе над проектами законодательных актов и взаимодействия с комитетами ВР Украины, заместитель председателя Комитета по законности и правопорядку. Член (уполномоченный) фракции коммунистов. Во время выборов: начальник отдела Донецкого специализированного выставочного центра; член КПУ.
Народный депутат Украины 3-го созыва март 1998 — апрель 2002 года, избирательный округ № 49, Донецкая область. Во время выборов: народный депутат Украины, член КПУ. Первый заместитель председателя Комитета по вопросам законодательного обеспечения правоохранительной деятельности и борьбы с организованной преступностью и коррупцией (июль 1998-февраль 2000), секретарь Комитета по вопросам борьбы с организованной преступностью и коррупцией (с февраля 2000 г.), член фракции КПУ (с май 1998 г.).
Скончался 29 декабря 2013 года. Похоронен на Байковом кладбище Киева (участок № 33).